# Sesame Workshop
Pour les articles homonymes, voir Sesame et CTW.
 (mars 2023).
Si vous disposez d'ouvrages ou d'articles de référence ou si vous connaissez des sites web de qualité traitant du thème abordé ici, merci de compléter l'article en donnant les références utiles à sa vérifiabilité et en les liant à la section « Notes et références ».
Sesame Workshop (anciennement Children's Television Workshop ou CTW jusqu'en 2000) est une organisation à but non lucratif qui produit des émissions de télévision éducatives pour la jeunesse.
Créée par Joan Ganz Cooney, sous le nom de Children's Television Workshop, pour produire Baby Einstein, Teletubbies, Kipper, WordWorld, 1, rue Sésame, la société a depuis produit de nombreux autres programmes pour les chaînes PBS et Noggin. 
CTW a été rebaptisée Sesame Workshop en juin 2000. En effet, à la suite de l'évolution des médias, le responsable avait jugé que la télévision ne soit plus, pour les enfants, le moyen unique.